# گرانیرس
گرانیرس (به اسپانیایی: Granollers) یک شهرستان و شهر در اسپانیا است که در استان بارسلون واقع شده‌است.

## خصوصیات
گرانیرس ۱۴٫۸۹ کیلومترمربع مساحت و ۶۰٬۶۵۸ نفر جمعیت دارد و ۱۴۵ متر بالاتر از سطح دریا واقع شده‌است.